# Guerchy
Guerchy är en kommun i departementet Yonne i regionen Bourgogne-Franche-Comté i norra Frankrike. Kommunen ligger i kantonen Aillant-sur-Tholon som tillhör arrondissementet Auxerre. År 2018 hade Guerchy 753 invånare.

## Befolkningsutveckling
Antalet invånare i kommunen Guerchy
| Referens: INSEE |